# Хенкес, Клаус
Клаус Хенкес (29 июля 1929, Гёрлиц — 7 марта 2003) — немецкий военный и государственный деятель, генерал-лейтенант Национальной народной армии ГДР, заместитель министра транспорта ГДР, генеральный директор авиакомпании Interflug, доктор военных наук. Лауреат Национальной премии ГДР (1989).

## Биография
Из рабочих. В конце Второй мировой войны попал в советский плен, однако вскоре вернулся на родину. В 1946 г. работал шахтёром в Эспенхайне, в 1948 году вступил в СЕПГ, стал бригадиром шахтёрской бригады на совместном советско-германском предприятии «Висмут». В 1949—1950 годах обучался в Фрайбергской горной академии и центральной школе Союза свободной немецкой молодёжи, после чего до 1952 года продолжил работу на «Висмуте».
В 1952 г. добровольно вступил в ряды Национальной народной армии ГДР. Прошёл специальную подготовку на курсах будущих военных летчиков ВВС ГДР в Сызрани (СССР). С 1954 года сделал успешную воинскую карьеру: начинал инструктором, преподавателем Военной академии ВВС и ПВО ГДР, нескольких лет был главным штурманом ВВС Восточного сектора, обучался и занимался научными исследованиями в военной академии Берлина и Военно-воздушной академии им. Ю. А. Гагарина. Дважды получил докторскую степень.
Служил заместителем начальника штаба ВВС по вопросам безопасности полетов и автоматизации.
В 1975 году был назначен заместителем министра транспорта ГДР, начальником Управления гражданской авиации, а три года спустя стал генеральным директором авиакомпании Interflug. С октября 1982 года — генерал-лейтенант.
Успешный менеджер, один из главных администраторов СЕПГ. В немецких справочниках упоминается, как один из самых влиятельных экономических руководителей ГДР.
После воссоединения Германий работал консультантом западных авиакомпаний по передаче в частную собственность авиакомпаний, ранее принадлежавших государствам Восточного блока.

## Награды
- Орден «За заслуги перед Отечеством» (ГДР) 3-й степени (1972)
- Орден «За заслуги перед Отечеством» (ГДР) 1-й степени
- Золотой боевой орден «За заслуги перед народом и Отечеством»
- Медаль Национальной народной армии «За заслуги»
- Национальная премия ГДР (1989)